# Hans Petersen (Politiker, 1899)
Jens Hans Tønnes Petersen (* 31. Oktober 1899 in Kangerluarsuk (Maniitsoq); † unbekannt) war ein grönländischer Katechet, Kaufmann und Landesrat.

## Leben
Hans Petersen war der Sohn des Katecheten Niels Otto Morthen Petersen (1873–?) und seiner Frau Grithe Bolette Hedevig Platou (1872–?). Am 14. Mai 1922 heiratete er in Uummannaq Sofie Karen Rakel Olsen (1899–?), Tochter des Jägers Ole Thomas Jeremias Olsen und seiner Frau Maria Birgithe Beathe Amonsen. Zu diesem Zeitpunkt lebte er als Katechet in Upernavik Næs. Später wurde er Udstedsverwalter in Niaqornat. Dort wurde er für die Legislaturperiode von 1933 bis 1938 in den nordgrönländischen Landesrat gewählt. In der nächsten Legislaturperiode bis 1943 wurde er wiedergewählt, wobei er an der Sitzung 1939 nicht teilnehmen konnte.